# Тетраметилплатина
Тетраметилплатина — металлоорганическое соединение
металла платины с формулой (CH3)4Pt,
светло-жёлтые кристаллы.

## Получение
- Реакция иодида триметилплатины и метилнатрием:

{\displaystyle {\mathsf {(CH_{3})_{3}PtI+NaCH_{3}\ {\xrightarrow {}}\ (CH_{3})_{4}Pt+NaI}}}

## Физические свойства
Тетраметилплатина образует светло-жёлтые кристаллы,
растворяется в горячем бензоле.